# Andrena ledermanni
Andrena ledermanni là một loài Hymenoptera trong họ Andrenidae. Loài này được Schönitzer mô tả khoa học năm 1997.